# Gornji Zebanec
Gornji Zebanec is een plaats in de gemeente Selnica in de Kroatische provincie Međimurje. De plaats telt 234 inwoners (2001).